# Sylvester Sembratovych
Sylvester Sembratovych (em polonês/polaco:  Sylwester Sembratowycz, Desznica, 3 de setembro de 1836 - Lviv, 4 de agosto de 1898) foi um cardeal da Igreja Católica ucraniano de origem polonesa, Metropolita de Lviv da Igreja Greco-Católica Ucraniana.

## Biografia

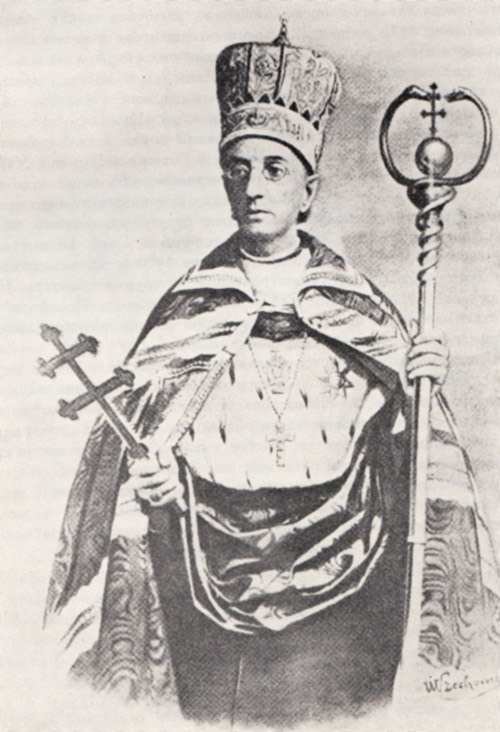
Sembratovych com as vestes de metropolita

Filho de Antoni Sembratowycz (1807-1848), pároco de rito grego-ruteno, e de Anna z Wisłockich. Estudou no Colégio Greco-Ruteno de Santo Atanásio, em Roma; e no Pontifício Ateneu Urbano da Propaganda Fide, onde obteve o doutorado em teologia em 1861. Recebeu a tonsura, a ordem menor de lectorado e o subdiaconato em 31 de agosto, o diaconato em 2 de setembro e a ordenação presbiteral em 1 de novembro de 1860 por Stefano Missir, bispo-titular de Irenópolis na Cilícia, na igreja de Sant'Atanasio, em Roma. Foi professor de teologia na Universidade de Lviv, entre 1865 e 1879.
Eleito bispo-auxiliar de Lviv  em 28 de fevereiro de 1879, foi consagrado bispo-titular de Juliópolis em 20 de abril, na Catedral de São Jorge de Lviv, por Josyf Sembratovych, metropolita de Lviv dos Grego-Rutênios e seu tio, assistido por Franciszek Ksawery Wierzchlejski, arcebispo de Lviv dos latinos, e por Jan Stupnyckj, bispo de Przemyśl dos Grego-Rutênios. Foi promovido a metropolita de Lviv em 27 de março de 1885. Reformou a Ordem Monástica Basiliana, publicou livros de oração e vernáculos e celebrou um sínodo em 1891.
Foi criado cardeal pelo Papa Leão XIII, no Consistório de 29 de novembro de 1895, recebendo o barrete vermelho e o título de cardeal-presbítero de Santo Estêvão no Monte Celio em 25 de junho de 1896.
Faleceu em 4 de agosto de 1898, em Lviv. Foi velado e sepultado na Catedral de São Jorge de Lviv.